# HD11408
HD11408 — хімічно пекулярна зоря спектрального класу A3, що має видиму зоряну величину в смузі V приблизно  6,5.
Вона  розташована на відстані близько 239,6 світлових років від Сонця.

## Фізичні характеристики
Зоря HD11408 обертається 
досить швидко 
навколо своєї осі. Проєкція її екваторіальної швидкості на промінь зору становить  Vsin(i)= 63км/сек.